# Dossenheimer Kopf
Der Dossenheimer Kopf ist ein 539 m ü. NHN hoher bewaldeter Berg im Odenwald. Er liegt beim Heidelberger Stadtteil Peterstal im baden-württembergischen Stadtkreis Heidelberg.

## Geographie

### Lage
Der Dossenheimer Kopf erhebt sich im Naturpark Neckartal-Odenwald und im Geo-Naturpark Bergstraße-Odenwald. Sein Gipfel liegt etwa 1,5 km nordnordwestlich von Peterstal, zu dessen Gemarkung er gehört, und 1,4 km südsüdwestlich von Wilhelmsfeld. Der Berg ist eine Kuppe auf dem Höhenzug, der den 1,8 km westsüdwestlich gelegenen Weißen Stein (548,1 m) mit dem 1 km nordöstlich befindlichen Schriesheimer Kopf (529,5 m) verbindet. Das Gebiet der namengebenden Gemeinde Dossenheim, deren Hauptort weit im Westen an der Bergstraße liegt, grenzt nur am kleinen Westsattel Wilhelmsfelder Eck an.
Am Nordabhang entspringt der Kanzelbach-Zufluss Katzenbach beim Hesselbrunnen, südsüdöstlich in einem steilen Taltrog, aus dem die Passstraße von Peterstal nach Wilhelmsfeld in Serpentinen aufsteigt, der Peterstaler Bach, der linke Oberlauf des Neckar-Zuflusses Steinbach, der selbst am Südwestfuß in einer Talspinne aus einigen kurzen Quellästen zusammenläuft.

### Naturräumliche Zuordnung
Der Dossenheimer Kopf gehört in der naturräumlichen Haupteinheitengruppe Odenwald, Spessart und Südrhön (Nr. 14) und in der Haupteinheit Sandstein-Odenwald (144) zur Untereinheit Zentraler Sandsteinodenwald (144.6). Über seine Nordflanke verläuft die Grenze der zur Haupteinheit Vorderer Odenwald (145) zählenden Untereinheit Eichelberg-Odenwald (145.1).

## Landschaftsschutz und Natur
Auf dem Nordhang des Dossenheimer Kopfs liegen Teile des Landschaftsschutzgebiets (LSG) Bergstraße-Nord (CDDA-Nr. 319894; 1997 ausgewiesen; 65,0085 km² groß) und auf dem West- bis Südwesthang solche des LSG Bergstraße-Mitte (CDDA-Nr. 319892; 1973; 6,18 km²).
Auf dem Südhang des Bergs, wo der Orkan Emma am 1. März 2008 eine weite Sturmlücke gerissen hat, steht überwiegend Jungholz.

## Verkehr und Wandern
Etwa 330 m ostnordöstlich vom Gipfel des Dossenheimer Kopfs liegt auf dem Gebirgspass der Landesstraße 596 von Peterstal nach Wilhelmsfeld der Wandererparkplatz Langer Kirschbaum mit einer Schutzhütte. Der 90 km lange HW34, ein mit gelbem Andreaskreuz markierter und von Ladenburg unter anderem über den Katzenbuckel nach Osterburken verlaufender Hauptwanderweg des Odenwaldklubs, führt westlich des Parkplatzes über den Nordhang des Bergs. Vom Parkplatz verläuft über den Südhang des Bergs der 5 km lange Weißer-Stein-Weg (Nr. 10), ein Rundweg, der im Abschnitt vom Parkplatz bis zum Weißen Stein rollstuhltauglich ist.
Auf den baumbestanden und deshalb kaum Aussicht bietenden Gipfel führt kein Waldweg, man muss deshalb die noch etwa 20 Höhenmeter bis dorthin querwaldein von den Wegen aus ersteigen. Auf dem Südosthang zweigt vom Rundweg Weißer-Stein-Weg der 2003 von der Stadt Heidelberg angelegte und 200 m lange Kindererlebnispfad Abenteuerwald ab.